# U-Bahnhof Bonner Platz
Der U-Bahnhof Bonner Platz ist ein Bahnhof der U-Bahn München. Hier verkehrt die U3 zwischen Moosach und Fürstenried West.

## Beschreibung
Der Bahnhof wurde am 8. Mai 1972 eröffnet und liegt unter dem gleichnamigen Platz im Münchner Stadtteil Schwabing. Die Hintergleiswände bestehen aus Beton mit eingegossenen Reliefs. Der Boden ist mit Isarkiesel-Motiven ausgelegt. Die Säulen in der Mitte sind mit Granitplatten verkleidet, die zwischen 2004 und 2006 erneuert wurden. Die Station wird nicht mehr über Lichtbänder, sondern über einzelne in Aussparungen an der Decke angebrachte Leuchtkörper beleuchtet. Ursprünglich waren auch hinter einer Deckenblende Lichtbänder an den Wänden vorhanden.
Die Aufgänge führen direkt zu Wohngebieten um den Bonner Platz. Die Wände in den Aufgängen waren bis 2004 mit hellbeigen Keramikplatten verkleidet, die aber entfernt wurden, nachdem einige heruntergefallen waren.
Bis zur Nachrüstung des Personenaufzuges wurde das Lager im Sperrengeschoss über einen Seilzug und eine Falltür über dem Gleis von einem Güterwagen aus beschickt.
Der U-Bahnhof Bonner Platz ist, wegen seiner Lage zwischen zwei relativ nahe liegenden Verzweigungsbahnhöfen, über vier enge Eingleistunnel in das Streckennetz eingebunden. Er hat deshalb von allen Haltestellen den meisten sogenannten „U-Bahn-Wind“, das von den Fahrzeugen durch den Tunnel getriebene Luftpolster.
Am 22. Januar 1995 erschoss am U-Bahnhof Bonner Platz ein gesuchter Verbrecher den 21-jährigen Polizeibeamten Markus Jobst und verletzte seine 24-jährige Kollegin schwer. Er wurde fünf Tage später in Nürnberg verhaftet.
Seit 2020 steht der U-Bahnhof Bonner Platz zusammen mit vier weiteren Stationen der Olympia-U-Bahn unter Denkmalschutz.
| Linie | Linienverlauf |
| ----- | --- |
| U3    | Moosach – (797 m) – Moosacher St.-Martins-Platz – (880 m) – Olympia-Einkaufszentrum – (1416 m) – Oberwiesenfeld – (1061 m) – Olympiazentrum – (944 m) – Petuelring – (832 m) – Scheidplatz – (793 m) – Bonner Platz – (1042 m) – Münchner Freiheit – (579 m) – Giselastraße – (744 m) – Universität – (788 m) – Odeonsplatz – (640 m) – Marienplatz – (884 m) – Sendlinger Tor – (843 m) – Goetheplatz – (677 m) – Poccistraße – (624 m) – Implerstraße – (849 m) – Brudermühlstraße – (1149 m) – Thalkirchen – (1129 m) – Obersendling – (785 m) – Aidenbachstraße – (782 m) – Machtlfinger Straße – (1195 m) – Forstenrieder Allee – (808 m) – Basler Straße – (936 m) – Fürstenried West |